# Jean-Charles Parot
Pour les articles homonymes, voir Parot.
Jean-Charles Parot, né le 23 avril 1907 à Mainsat dans la Creuse et mort le 26 janvier 1994 à Paris, est un ingénieur français qui s’est distingué dans l’aéronautique. Le 9 mai 1950, à Orléans-Bricy, l’appareil expérimental SO-M2 conçu par Jean-Charles Parot effectuera un vol à 1 000 km/h avec, aux commandes, le pilote Daniel Rastel.

## Aéronautique
Jean-Charles Parot, alors ingénieur à la SNCASO, dirige les bureaux d'études qui conçoivent des avions.

### Le Bretagne
Le SO.30P Bretagne est un bimoteur de transport civil, issu du prototype SO.30R Bellatrix en 1945. Il sera construit à 45 exemplaires.

### Le Vautour

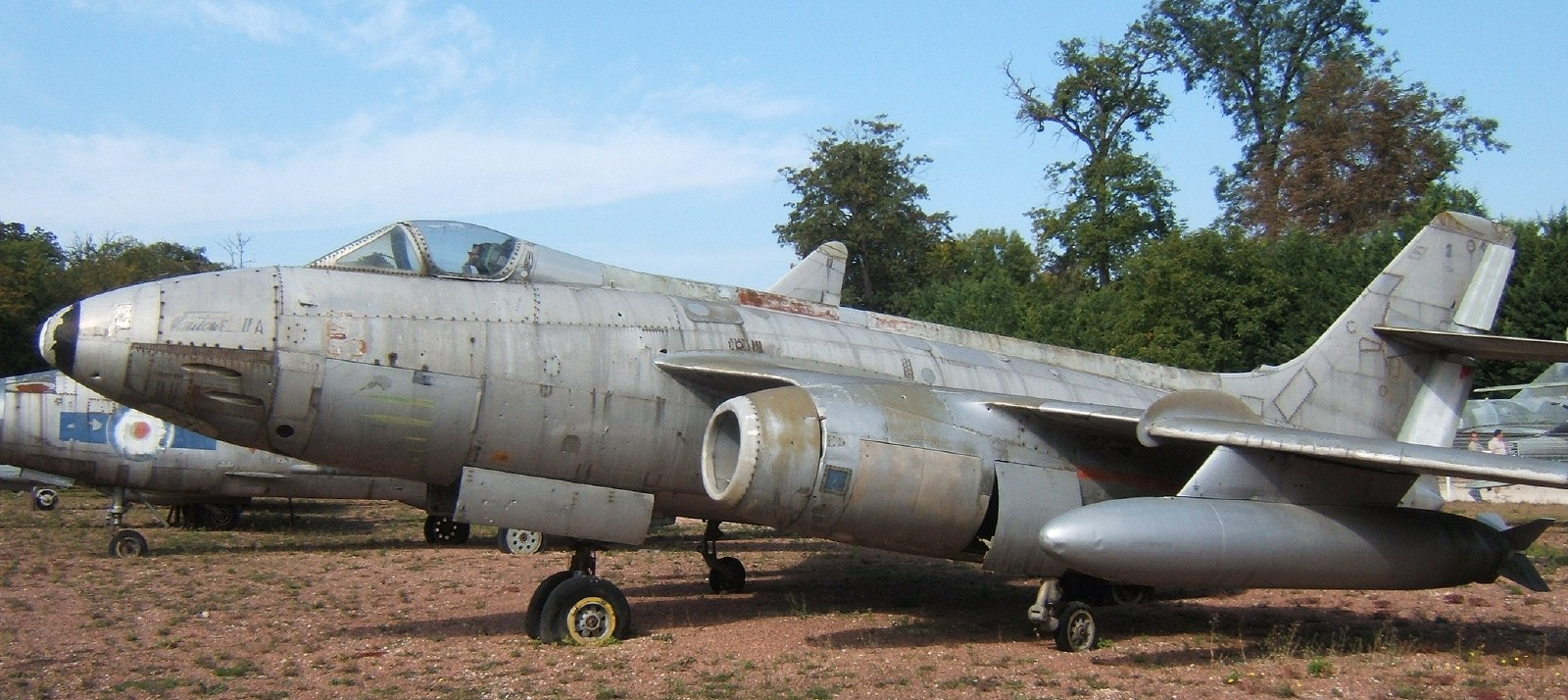
Un Vautour IIA

Jean-Charles Parot propose, en 1951, le SO-4050 Vautour à l'état-major de l'armée de l'air. Il s'agit d'un dérivé du prototype initial, le SO.4000, avec un biréacteur à ailes et empennage en flèche. Trois versions sont prévues : un monoplace d'attaque au sol (Vautour A), un biplace de bombardement (Vautour B) et enfin un biplace de chasse (Vautour N). Le premier vol a lieu à Melun-Villaroche, le 16 octobre 1952. Après avoir fait évoluer ses moteurs, le Vautour peut franchir le mur du son le 30 juin 1953. 
Le premier Vautour B est livré à l'Armée de l'air le 22 mars 1955. L'escadron de marche 85, dans la Loire, fut équipé de Vautour "N" et "B", dans le cadre des campagnes de mise au point de la bombe atomique. Entre 1956 et 1959, 140 exemplaires furent construits : 30 Vautour IIA, 40 Vautour IIB et 70 Vautour IIN. Plusieurs Vautour entrèrent en service en 1956 dans l'Armée de l'Air. Mais la majeure partie d'entre eux furent livrés à Israël où ils prirent une part active à la guerre des Six Jours en 1967, en attaquant des terrains d'aviation en Irak et en Égypte, puis à la guerre du Yom Kippour en 1973.
Les versions "IIA" et "IIB" sont restées en service jusqu'au milieu des années 1970 en France et en Israël. Le Vautour IIN finit sa carrière au sein de l'Armée de l'Air en 1974.

## Distinctions
- Officier de la Légion d'honneur,
- Commandeur dans l’ordre national du Mérite,
- Médaille de l'Aéronautique,
- Grande médaille d’or de l’Aéro-Club de France.